# Alexandra Coppinger
Alexandra Coppinger (Melbourne, 22 novembre 1996) è un'attrice australiana.

## Biografia
Alexandra Coppinger frequenta la Balwyn High School di Melbourne e frequenta corsi di recitazione alla Wendy Samantha Productions, insieme a sua sorella. Suo padre è l'artista David Coppinger. Studia pianoforte da quando era in prima elementare.
La sua carriera da attrice comincia, dopo un ruolo minore in Elephant Princess, interpretando Hazel nella serie del 2010 Le sorelle fantasma.

## Filmografia
- Elephant Princess – serie TV, episodio 1x10 (2009)
- Le sorelle fantasma (Dead Gorgeous) – serie TV, 13 episodi (2010)

## Doppiatrici italiane
Nelle versioni in italiano dei suoi film, Alexandra Coppinger è doppiata da:
- Emanuela Ionica in Le sorelle fantasma.